# Francesco Quintavalla
Francesco Quintavalla (Parma, 31 marzo 1950) è un politico e medico italiano.

## Biografia
Laureato in medicina. È candidato con il Partito Repubblicano Italiano alle elezioni politiche del 1983, senza risultare eletto, ma diventa deputato nel marzo 1986, subentrando al posto del dimissionario Mario Monducci. Conclude il proprio mandato parlamentare nell'estate 1987.